# 기암서원
기암서원은 충청북도 청주시 상당구에 있다. 2015년 4월 17일 청주시의 향토유적 제4호로 지정되었다.

## 개요
1699년 문정공 판중추부사 강백년과 승지 오소를 모신 사당이다.